# Reinhard Strehlke
Reinhard Strehlke (* 15. Juni 1927 in Stralsund) ist ein deutscher Ministerialbeamter im Ruhestand. Er war von 1977 bis 1981 Staatssekretär im Bundesministerium für Arbeit und Sozialordnung und von 1974 bis 1976 im Hessischen Ministerium für Landwirtschaft und Umwelt.

## Leben

### Ausbildung
Reinhard Strehlke leistete von 1943 bis 1946 Kriegsdienst und war in Gefangenschaft. Er schloss 1946 das Abitur ab und absolvierte von 1946 bis 1948 zunächst eine landwirtschaftliche Lehre. Danach studierte er von 1948 bis 1951 Landwirtschaftswissenschaften an der Landwirtschaftlichen Hochschule Hohenheim. Er machte 1951 ein Volontariat in England und war 1952 als Filmvorführer beim Land- und Hauswirtschaftlichen Informationsdienst in Bad Godesberg tätig. Das Studium setzte er von 1952 bis 1953 an der University of Toronto in Kanada fort. Er war von 1953 bis 1957 Angestellter beim Land- und Hauswirtschaftlichen Informationsdienst und absolvierte von 1957 bis 1959 den Vorbereitungsdienst für den höheren landwirtschaftlichen und ernährungswirtschaftlichen Dienst im Land Nordrhein-Westfalen.
Im Jahr 1961 wurde er promoviert.

### Laufbahn
Strehlke trat 1959 in den Dienst des Bundesministeriums für Wirtschaft. Dort war er von 1959 bis 1968 Hilfsreferent im Referat für Preis- und Marktpolitik in der Ernährungs- und Landwirtschaft, ab 1960 Referat für Wirtschaftspolitische Fragen der Agrarpolitik, Markt- und Preispolitik in der Ernährungs- und Landwirtschaft. Er stieg 1968 zum Leiter des Referates für Agrar- und Ernährungspolitik auf und übte diese Position bis zu seinem Wechsel 1970 als der Leiter der Gruppe für Agrar- und Ernährungspolitik sowie Europäische Wirtschaftsintegration im Bundeskanzleramt aus. Im Jahr 1974 übernahm er im Bundesministerium für Ernährung, Landwirtschaft und Forsten die Leitung der Abteilung Planungskoordination und Wirtschaftsbeobachtung.
Unter Minister Willi Görlach (SPD) war Strehlke von 1974 bis 1976 Staatssekretär im Hessischen Ministerium für Landwirtschaft und Umwelt.
Im Januar 1977 kehrte Strehlke unter Bundesminister Herbert Ehrenberg (SPD) als Staatssekretär im Bundesministerium für Arbeit und Sozialordnung nach Bonn zurück. Er folgte auf Heinz Eicher. Nach einer Auseinandersetzung mit Bundesminister Ehrenberg wurde sein Zuständigkeitsbereich auf die Verwaltung reduziert. 1981 schied er aus dem Amt aus.

### Persönliches
Strehlke ist Mitglied der SPD, heiratete und bekam drei Kinder.